# Timothée le Prêtre de Constantinople
Timothée, « prêtre de la grande église de Constantinople (c'est-à-dire de Sainte-Sophie), garde du trésor » (en latin Timothæus presbyter Constantinopolitanus) est l'auteur d'un traité intitulé Des trois manières différentes de recevoir ceux qui se présentent à la sainte Église catholique et apostolique (en latin De triplici receptione hæreticorum). Il est adressé à Jean, autre prêtre de la même église, à la demande de qui il a été composé. Il expose la façon dont les membres des différentes hérésies peuvent être réintégrés dans l'Église catholique, ce qui est l'occasion d'un catalogue des groupes religieux chrétiens existant à l'époque de la composition.
Cette époque ne peut être fixée que de manière vague. L'auteur se réfère au concile de Constantinople de 553 et le considère comme cinquième concile œcuménique. Il mentionne le traité Sur la résurrection de Jean Philopon, écrit dans les années 560. En revanche la querelle du monothélisme n'apparaît pas. Il faut donc sans doute situer la rédaction de l'ouvrage à la fin du VIe  ou au début du VIIe siècle.
Les hérétiques repentants sont divisés en trois classes : ceux qu'il faut baptiser ; ceux qu'on peut intégrer sans baptême, mais avec une simple onction d'huile sainte ; ceux qui n'ont besoin ni de baptême, ni d'onction, mais dont on exige seulement qu'ils anathématisent leur ancienne erreur et aussi toutes les autres connues. À la première catégorie appartiennent les tascodroges, les marcionites, les encratites, les valentiniens, les basilidiens, les nicolaïtes, les montanistes, les manichéens, les eunomiens, les paulianistes, les photiniens, les melchisédéciens, les pélagiens, les célestiens (ces deux derniers groupes parce que leurs idées propres s'étaient compliquées de celles des manichéens et des nestoriens), et plusieurs autres groupes dont les particularités sont décrites en peu de mots. La seconde catégorie comprend notamment les quartodécimans, les novatiens, les ariens, les macédoniens, les apollinaristes, groupes dont les « erreurs » spécifiques sont décrites avec un certain détail. De la troisième catégorie relèvent les méléciens, les nestoriens, les eutychéens, les « acéphales » (c'est-à-dire les monophysites « sévériens »), et plusieurs sectes qu'on appelait les « hésitants » (διακρινόμενοι).
Le texte grec a été imprimé dans un recueil de Johannes Meursius à Leyde en 1619, puis dans l'Auctarium novissimum de 1672 de François Combefis, ensuite dans le troisième tome des Ecclesiæ Græcæ monumenta (1686) de Jean-Baptiste Cotelier, qui jugeait que le manuscrit utilisé par Combefis était défectueux. Enfin, il figure dans la Patrologie grecque de Migne dans le volume 86a.